# Les Revoires
Les Revoires (en francés: Les Révoires) es un distrito del Principado de Mónaco, una circunscripción electoral administrativa, y parte histórica del distrito de La Condamine.

## Geografía
Una parte en el camino conocido como el Chemin des Révoires es, con 162 metros, el punto más alto en el Principado.
En distrito se ubica el famoso Jardín Exótico de Mónaco, creado por el Príncipe Alberto II. La inclinación que caracteriza al distrito provee de unas vistas impresionantes de la Roca de Mónaco y el Mediterráneo.
Les Révoires se encuentra en el noroeste del país, justo al norte de Monegeti. Les Révoires se considera generalmente parte de Monegeti, aunque ahora tiene su propio distrito administrativo. Se extiende directamente a lo largo de las ciudades francesas vecinas de Beausoleil y Cap-d'Ail, así como los distritos monegascos de La Colle y Monegeti
Les Révoires tiene pendientes pronunciadas, y ofrece buenas vistas de la Roca de Mónaco y el mar Mediterráneo

### Demografía
Les Révoires es el distrito más pequeño de Mónaco tanto en términos de población como de masa terrestre. Les Révoires tiene una población de 2.545 habitantes y una superficie de 0,09 km².
Mónaco tiene diez escuelas estatales, cuatro privadas y una universidad. En este distrito no hay escuelas estatales ni privadas. También hay muy pocas oficinas gubernamentales ubicadas en este distrito, aunque hay una comisaría regional cerca de la frontera entre Les Révoires y Monegeti.

## Turismo
Les Révoires es más bien una zona residencial, pero hay muchos hoteles de cadenas, y bed & breakfast, a lo largo de las laderas superiores del Monte Agel, que ayudan a la industria turística de alto nivel de Mónaco.

### Hitos
Debido a que Les Révoires se encuentra fuera del centro de la ciudad, sus ventas inmobiliarias son generalmente menores. Las ventas de bienes raíces son en promedio de 6% a 10% menos que las vecinas Fontvieille o La Condamine. El distrito contiene el célebre Jardin Exotique de Monaco (en francés: para el Jardín Exótico de Mónaco), fundado por el Príncipe Alberto I en 1933. El jardín contiene una rica colección de más de mil suculentas y cactus. También hay un museo, llamado Museo de Antropología Prehistórica, situado dentro del Jardín Exótico, que muestra una variedad de restos prehistóricos.